# 1677
1677. је била проста година.

## Рођења

### Јун
- 20. октобар — Станислав Лешћински, краљ Пољске и велики кнез Литваније